# Roques Blanques (Colera)
El Roques Blanques és una muntanya de 45 metres que es troba al municipi de Colera, a la comarca catalana de l'Alt Empordà.